# André Göransson
André Göransson, né le 30 avril 1994 à Räng, est un joueur de tennis suédois, professionnel depuis 2018.

## Carrière
André Göransson grandit à Höllviken où il est entraîné par son père. Après avoir étudié au lycée à Båstad, il rejoint l'université de Californie à Berkeley et obtient un diplôme en protection sociale en 2017.
Spécialiste du jeu en double dès ses débuts sur le circuit, il a remporté deux titres sur le circuit ATP, au tournoi de Pune 2020 avec Christopher Rungkat et au tournoi de Newport 2024 avec Sem Verbeek.
Sur le circuit Challenger, il a remporté treize titres en double entre 2017 et 2023.
En Grand Chelem, il atteint les quarts de finale pour sa première participation au tournoi de Wimbledon en 2021 avec Casper Ruud. En 2025, il est demi-finaliste de l'Open d'Australie avec Verbeek.

## Palmarès

### Titres en double messieurs
| No | Date       | Nom et lieu du tournoi            | Catégorie | Dotation    | Surface      | Partenaire          | Finalistes                        | Score            |          |
| -- | ---------- | --------------------------------- | --------- | ----------- | ------------ | ------------------- | --------------------------------- | ---------------- | -------- |
| 1  | 03-02-2020 | Tata Open Maharashtra Pune        | ATP 250   | 546 355 $   | Dur (ext.)   | Christopher Rungkat | Jonathan Erlich Andrei Vasilevski | 6-2, 3-6, [10-8] | Parcours |
| 2  | 15-07-2024 | Infosys Hall of Fame Open Newport | ATP 250   | 661 585 $   | Gazon (ext.) | Sem Verbeek         | Robert Cash James Tracy           | 6-3, 6-4         | Parcours |
| 3  | 14-04-2025 | BMW Open Munich                   | ATP 500   | 2 500 000 € | Terre (ext.) | Sem Verbeek         | Kevin Krawietz Tim Pütz           | 6-4, 6-4         | Parcours |

### Finales en double
| No | Date       | Nom et lieu du tournoi            | Catégorie | Dotation  | Surface      | Vainqueurs                         | Partenaire        | Score             |          |
| -- | ---------- | --------------------------------- | --------- | --------- | ------------ | ---------------------------------- | ----------------- | ----------------- | -------- |
| 1  | 23-05-2021 | Belgrade Open Belgrade            | ATP 250   | 511 000 € | Terre (ext.) | Jonathan Erlich Andrei Vasilevski  | Rafael Matos      | 6-4, 6-1          | Parcours |
| 2  | 21-02-2022 | Chile Dove Men+Care Open Santiago | ATP 250   | 475 960 $ | Terre (ext.) | Rafael Matos Felipe Meligeni Alves | Nathaniel Lammons | 7-68, 7-63        | Parcours |
| 3  | 25-04-2022 | Millennium Estoril Open Estoril   | ATP 250   | 534 555 € | Terre (ext.) | Nuno Borges Francisco Cabral       | Máximo González   | 6-2, 6-3          | Parcours |
| 4  | 22-07-2024 | Atlanta Open Atlanta              | ATP 250   | 756 020 $ | Dur (ext.)   | Nathaniel Lammons Jackson Withrow  | Sem Verbeek       | 4-6, 6-4, [12-10] | Parcours |

## Parcours dans les tournois duGrand Chelem

### En simple
N'a jamais participé à un tableau final.

### En double messieurs
| 2021 | —                                                                                    | —                                                                                           | —                                                                                   | —                                                                                           | 1/4 de finale C. Ruud \|\| style="text-align:left;" \| M. Granollers H. Zeballos   | 1er tour (1/32) M. Giron \|\| style="text-align:left;" \| F. Nielsen V. Pospisil |
| 2022 | 1er tour (1/32) J. Erlich \|\| style="text-align:left;" \| M. Ebden M. Purcell       | 1er tour (1/32) B. McLachlan \|\| style="text-align:left;" \| N. Mektić M. Pavić            | 1er tour (1/32) B. McLachlan \|\| style="text-align:left;" \| M. Ebden M. Purcell   | 2e tour (1/16) Y. Nishioka \|\| style="text-align:left;" \| T. Kokkinakis N. Kyrgios        |                                                                                    |                                                                                  |
| 2023 | 2e tour (1/16) M.-A. Hüsler \|\| style="text-align:left;" \| A. Mies J. Peers        | 1er tour (1/32) B. McLachlan \|\| style="text-align:left;" \| S. González É. Roger-Vasselin | 1er tour (1/32) B. McLachlan \|\| style="text-align:left;" \| J. Fearnley J. Monday | 2e tour (1/16) N. Barrientos \|\| style="text-align:left;" \| S. González É. Roger-Vasselin |                                                                                    |                                                                                  |
| 2024 | 2e tour (1/16) A. Olivetti \|\| style="text-align:left;" \| L. Glasspool J.-J. Rojer | 1er tour (1/32) D. Pel \|\| style="text-align:left;" \| M. Purcell J. Thompson              | —                                                                                   | —                                                                                           | 2e tour (1/16) S. Verbeek \|\| style="text-align:left;" \| S. Bolelli A. Vavassori |                                                                                  |

N.B. : le nom du partenaire se trouve sous le résultat ; les noms des ultimes adversaires se trouvent à droite.

### En double mixte
| 2025 | — | — | 1er tour (1/16) I. Khromacheva \|\| style="text-align:left;" \| L. Stefani M. Gonzalez | 1er tour (1/16) Chan H.-c. \|\| style="text-align:left;" \| Zhang S. M. Arévalo | — | — |

N.B. : le nom du partenaire se trouve sous le résultat ; les noms des ultimes adversaires se trouvent à droite.

## Classements ATP en fin de saison
| Année          | 2012 | 2013 | 2014 | 2015 | 2016 | 2017 | 2018 | 2019 | 2020 | 2021 | 2022 | 2023 | 2024 |
| Rang en simple | 1655 | –    | –    | –    | 859  | 1126 | 1223 | –    | –    | –    | –    | –    | –    |
| Rang en double | –    | 1619 | –    | 1190 | 1262 | 513  | 227  | 107  | 89   | 64   | 75   | 67   | 66   |

Source : (en) Classements de André Göransson sur le site officiel de la Fédération internationale de tennis